# 한국형 아이언 돔
한국형 아이언 돔은 한국이 개발중인 아이언 돔이다.

## 역사
아이언 돔은 이스라엘이 2011년 실전 배치한 미사일 방어체계다. 주로 적의 다연장 로켓을 막는다. 2007년 2천300억 원을 투입해 단거리 요격체계인 아이언돔 개발에 나서 2011년에 완료했다.
2017년 11월 10일, 한국을 방문해 육군이 주최한 세미나에 참석한 에이탄 바라크 이스라엘 히브리대 교수는 2014년 7∼8월 이스라엘군이 팔레스타인 무장단체를 상대로 수행한 '프로텍티브 엣지' 작전 당시 아이언돔 9개 포대가 상대편이 쏜 로켓포 3천356발 가운데 578발을 요격하는 데 성공했다고 주장했다.
모세 파텔 이스라엘 미사일 방어국장은 타임스오브이스라엘과 인터뷰에서 "2021년 1월까지 10년간 아이언돔이 2400개 이상 발사체를 요격했고 수백 명의 목숨을 살렸다"고 말했다.
이스라엘 '피셔 항공우주전략연구소'의 탈 인바르(Tal Inbar) 우주연구센터장은 최근 미국의 북한전문매체 NK뉴스에 기고한 글에서 "(아이언돔 같은) 적극적인 방공에는 적지 않은 비용이 들긴 하지만 북한 같은 이웃을 둔 채로 방공 체계를 갖추지 않는 대가는 그 비용보다 훨씬 더 크다"고 말했다.
2020년 8월, 2021∼2025년 국방 중기 계획에서 북한 장사정포 위협에 대응해 수도권과 핵심 중요 시설을 방호할 수 있는 '한국형 아이언돔' 개발을 공식화했다. 2010년 연평도 도발 때부터 아이언 돔 도입 필요성이 제기됐는데 국방부는 10년이 지난 2020년 한국형 아이언 돔 개발에 착수했다.
2020년 5월 31일, '한국형 아이언돔' 개발 사업이 일러야 오는 2026~27년쯤에야 완료될 것으로 알려졌다. 당초 예상됐던 2020년대 초반보다 3~4년 이상 지연된다는 것이다.

## 북한
군사분계선(MDL) 인근에는 북한의 170mm 자주포, 240mm 방사포 등 시간당 최대 3000발을 쏠 수 있는 장사정포 300여문이 배치된 것으로 알려졌다.
2014년 이후에 배치된 122mm(최대 사거리 40여km)와 기존에 배치돼 있는 170mm 자주포(최대 53km)와 240mm 방사포(최대 64km) 등 600여문이 우리나라를 향하고 있다. 이들 장사정포의 사정권은 서울을 비롯, 최대 안산~성남~가평~현리~양양 선까지 이른다.

## 히트 투 킬
국방과학연구소(ADD)에서 동시다발적으로 낙하하는 적의 장사정 포탄을 '직접 요격'(hit-to-kill)하는 핵심기술을 개발 중이다. 요격미사일이 날아오는 장사정포탄을 직접 타격하는 방식이다. 그러나 이스라엘 아이언 돔은 히트 투 킬 방식이 아니라, 근접신관 방식이다.

## 문재인 정부
2017년 5월 10일, 문재인 정부가 출범했다.
2017년 10월 16일, 합동참모본부는 수도권 인구밀집지역을 방어하기 위한 '아이언 돔' 구입은 '부적합'하다고 밝혔다. 합참은 이날 서울 합동참모본부에서 열린 국회 국방위원회 국정감사 업무보고에서 이같이 밝혔다. 아이언 돔을 능가하는 히트 투 킬 기술을 ADD에서 개발중이라고 밝혔다.

## 장사정포 대응
2015년 1월 26일, 김종대 디펜스21+ 편집장은 주간동아 기고문을 통해, 장사정포 위협을 둘러싼 한국군 내부의 조직 갈등은 남북한 사이 갈등보다 더하면 더했지 결코 덜하지 않다고 평가했다.
2005년 한미 간 군사임무 전환계획에 따라 북한 장사정포에 대응하는 대화력전 임무가 한미연합사령부에서 한국군으로 이양된 이후 한국군 내부에는 장사정포를 제압하는 전략에 대해 각 군을 모두 만족시키는 통일된 계획이나 의견이 없다. 왜 그런가 하면, '누가 대화력전 임무를 주도하는가'라는 문제가 생긴다는 것이다. 이는 각 군 간 치열한 무기 소요 경쟁과 관련 깊다고 한다.

## 조기획득
2021년 5월 25일, 동아일보의 취재를 종합하면 '한국형 아이언돔'은 당초 계획(2030년)보다 3,4년가량 앞당겨 전력화가 추진된다. 최근 국방과학연구소(ADD)에 신설된 '미사일연구원'은 한국형 아이언돔의 조기 개발을 최우선 과제로 선정한 것으로 알려졌다. 서욱 국방부 장관도 최근 ADD를 방문한 자리에서 관련 보고를 받은 것으로 전해졌다.
이렇게 조기획득을 추진하게 된 배경은, 2021년 이스라엘-팔레스타인 위기에서 이스라엘 아이언돔이, 엄청난 실전 요격률로, 하마스가 발사한 북한 장사정포와 같은 다연장 로켓 3000여발을 거의 다 막았기 때문이다.

## 같이 보기
- 아이언 돔